# 利松河
利松河（法語：Lison，法語發音：[lizɔ̃] ⓘ）是法国勃艮第-弗朗什-孔泰大区杜省的河流，是卢河的左支流，长25.37千米，发源自楠苏圣安娜，于利松河畔沙蒂永流入卢河。